# Lokvičići
Lokvičići – wieś w Chorwacji, w żupanii splicko-dalmatyńskiej, w gminie Lokvičići. W 2011 roku liczyła 440 mieszkańców.